# Katherine Waterston
Katherine Boyer Waterston (3. marts 1980, London) er en amerikansk skuespiller.

## Filmografi
- 2014 - Inherent Vice
- 2015 - Steve Jobs
- 2016 - Fantastiske skabninger og hvor de findes
- 2017 - Alien: Covenant
- 2018 - Grindelwalds forbrydelser
- 2018 - Mid90s
- 2019 - Amundsen
- 2022 - Dumbledores Hemmeligheder